# ATP Challenger Canberra
Das ATP Challenger Canberra (offizieller Name: Apis Canberra International) war ein Tennisturnier in Canberra, das zwischen 2015 und 2018 ausgetragen wurde. Es war Teil der ATP Challenger Tour und wurde im Freien auf Hartplatz ausgetragen.

## Liste der Sieger

### Einzel
| Jahr | Sieger            | Finalgegner  | Ergebnis      |
| ---- | ----------------- | ------------ | ------------- |
| 2018 | Jordan Thompson   | Nicola Kuhn  | 6:1, 5:7, 6:4 |
| 2017 | Matthew Ebden     | Taro Daniel  | 7:64, 6:4     |
| 2016 | James Duckworth   | Marc Polmans | 7:5, 6:3      |
| 2015 | Benjamin Mitchell | Luke Saville | 5:7, 6:0, 6:1 |

### Doppel
| Jahr | Sieger                           | Finalgegner                     | Ergebnis          |
| ---- | -------------------------------- | ------------------------------- | ----------------- |
| 2018 | Evan Hoyt Wu Tung-lin            | Jeremy Beale Thomas Fancutt     | 7:65, 5:7, [10:8] |
| 2017 | Alex Bolt (2) Bradley Mousley    | Luke Saville Andrew Whittington | 6:3, 6:2          |
| 2016 | Luke Saville Jordan Thompson     | Matt Reid John-Patrick Smith    | 6:3, 6:2          |
| 2015 | Alex Bolt (1) Andrew Whittington | Brydan Klein Dane Propoggia     | 7:62, 6:3         |